# Kościół Sainte Anne de la Butte aux Cailles w Paryżu
Kościół Sainte-Anne-de-la-Butte-aux-Cailles – katolicka świątynia w stylu neoromańskim w Paryżu, w 13 okręgu. 

## Historia
Na miejscu kościoła od 1840 r. znajdowała się kaplica pod wezwaniem św. Marcela, którą od 1848 r. nazywano "kaplicą generała Bréa" ku pamięci dowódcy wojskowego zabitego w pobliżu w czasie dni czerwcowych. Obiekt ten nie nastarczał jednak potrzebom szybko rozwijającej się dzielnicy i musiał zostać rozbudowany. Także kierujący przebudową Paryża baron Hausmann wypowiadał się na temat konieczności budowy kolejnego monumentalnego kościoła. Plany te jednak nie zostały zrealizowane w czasach II Cesarstwa.
W 1892 r. udało się, dzięki prywatnym ofiarodawcom, poszerzyć działkę budowlaną na terenie obecnego kościoła, a w 1894 r. rozpocząć zasadnicze prace według projektu Prospera Bobina. Kościół w stanie surowym został poświęcony w kwietniu 1896 r., chociaż prace trwały w najlepsze. W 1897 r. zdecydowano o rozbiórce starej kaplicy, a rok później zakończono prace nad fasadą (wieże były gotowe dopiero w 1900 r.). Głównymi dobroczyńcami świątyni byli Lombartowie, właściciele fabryki czekolady, co sprawiło, że kościół nadal bywa określany "czekoladową fasadą", zaś dwie wieże obiektu noszą ich imiona - Juliusz i Honoryna. 

## Architektura
Kościół wpisał się w dziewiętnastowieczną paryską tradycję monumentalnych, nawiązujących do sztuki Bizancjum konstrukcji. Jego dwie 55-metrowe wieże wykańczają ażurowe kopuły, wieże posiadają po dwa półkoliste okna ze skromnym obramowaniem. Rząd podobnych łuków i pilastrów rozciąga się na całej szerokości fasady, poniżej rozety stanowiącej jej centralny punkt. Wejście do świątyni wiedzie poprzez monumentalne drzwi z neoromańskim portalem. 
Wnętrze świątyni oparte jest na masywnych filarach i typowych dla jej stylu łukach. W nawach bocznych znajdują się mniejsze rozety, wszystkie okna zawierają witraże. Na suficie wykonana jest mozaika. Ołtarz główny w niewyodrębnionym prezbiterium oraz ołtarze boczne reprezentują neobarok.